# Eduardo Salles
Eduardo Seixas de Salles (Salvador, 29 de maio de 1965), mais conhecido como  Eduardo Salles, é um político brasileiro. Atualmente exerce seu segundo mandato como deputado estadual pelo estado da Bahia.

## Carreira política

### Secretário de Agricultura (2010-2014)
Em 2010, o então secretário Roberto Muniz do PP saiu da Secretaria da Agricultura para buscar reeleição como deputado estadual, o PP selecionou Eduardo Salles para ser seu sucessor na pasta. Em 2011, o governador Jaques Wagner anunciou que ele seria mantido no cargo de secretário da Agricultura.
Em 2014, desincompatibilizou se do cargo da Secretaria de Agricultura para buscar eleição como deputado estadual, selecionando Jairo Carneiro como seu sucessor.

### Deputado estadual da Bahia (2015-atualidade)
Em 2014, foi eleito deputado estadual com 78 mil votos. Nas eleições de 2018, foi candidato a deputado estadual pelo Progressistas e foi reeleito com 89.123 votos.

## Desempenho em eleições
| Ano  | Eleição           | Coligação                                                                                 | Partido | Candidato a       | Votos          | Resultado |
| ---- | ----------------- | ----------------------------------------------------------------------------------------- | ------- | ----------------- | -------------- | --------- |
| 2006 | Estadual na Bahia | Avança Bahia                                                                              | PP      | Deputado estadual | 15.720 (0,28%) | Suplente  |
| 2016 | Estadual na Bahia | Pra Bahia Avançar Mais (PP / PDT / PT / PTB / PR / PSB)                                   | PP      | Deputado estadual | 78.331 (1,29%) | Eleito    |
| 2018 | Estadual na Bahia | Força de Trabalho pela Bahia (PT / PMB / PSD / PR / PDT / PODE / PRP / PP / PSB / AVANTE) | PP      | Deputado estadual | 89.123 (1,43%) | Eleito    |